# Климент Охридский
Кли́мент О́хридский (ст.‑слав. Климєнтъ Охрїдьскꙑи, лат. Clemens Achridensis, греч. Κλήμης της Αχρίδας; ок. 840 — 27 июля 916) — всеславянский просветитель, святой, жил в городе Охриде в Первом Болгарском царстве (ныне на территории Македонии). Климент, один из учеников Кирилла и Мефодия, в Болгарии чтим в лике святых «седмочисленников», к которым относят святых Кирилла и Мефодия и их учеников — Савву, Горазда, Ангелария, Климента и Наума. В честь седмочисленников в Болгарии и Северной Македонии освящены многие храмы.

## Жизнеописание
Климент был участником Моравской миссии Кирилла и Мефодия, после смерти Мефодия бежал от преследования латинян в Болгарию. В 886 году Климента и его спутников принял болгарский князь Борис I и вскоре послал Климента в качестве дидаскала (учителя в священном сане, διδάσκαλος) в область Кутмичевица, одну из десяти болгарских военно-административных единиц с центром в Деволе (ныне на территории Албании), в западную часть Первого Болгарского царства для обучения болгар славянской письменности (глаголице). Князь подарил учителю три дворца в Деволе и «места для отдохновения» около Охрида и Главиницы. Климент Охридский основал школы в Деволе и Главинице, а также Охридскую книжную школу, ставшую одним из древнейших культурных центров Первого Болгарского царства на Балканах. Центром просветительской деятельности Климента стал основанный им Пантелеимонов монастырь. В повести о Клименте Охридском («Охридская легенда») охридского архиепископа Димитрия Хоматиана упоминается, что во время своей просветительской деятельности святой Климент обучил на «четмо и писмо» в общей сложности 3500 учеников (в том числе будущего Девольского епископа Марка) — народных учителей, церковных лиц и проповедников. Он учил болгар не только письму и чтению, но также астрономии, математике и овощеводству. Многие учёные придерживаются мнения, что основанная Климентом Охридская школа сравнима по своему значению с Магнаурской школой в Константинополе. На Всенародном соборе в 893 году в Великом Преславе он был единодушно избран первым «епископом славянского языка».

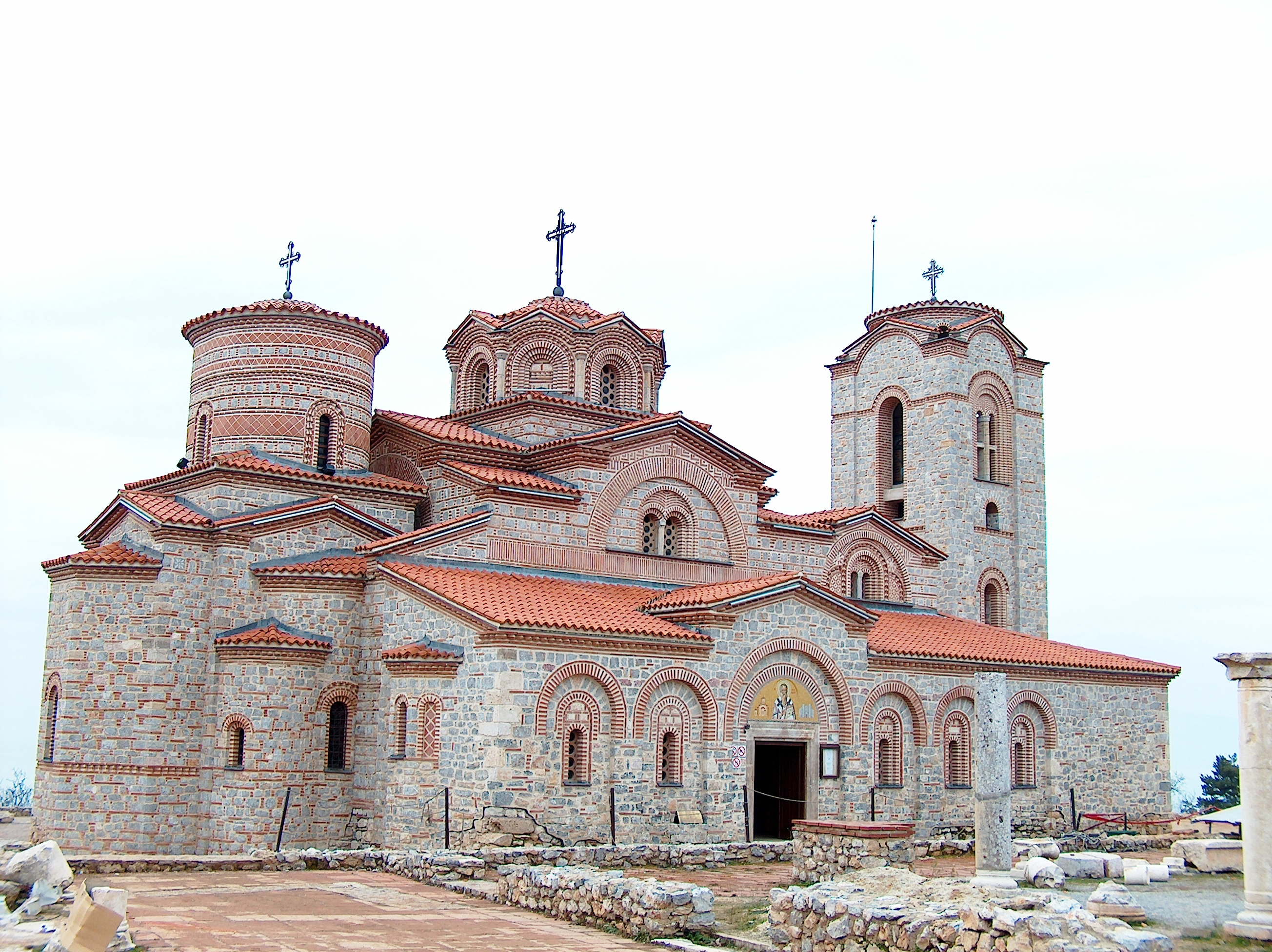
Основанный Климентом Пантелеимонов монастырь

Болгарский царь Симеон I сделал Климента епископом Величским. По сведениям болгарского исследователя профессора Христо Темелского, позже Климент стал Белградским епископом. Та епархия была с кафедрой в нынешнем албанском городе Берат-Бялград, где и сейчас существует митрополичья базилика, посвящённая святым седмочисленникам. В алтаре базилики сохраняются семь кивотов с именами и мощами святых патронов.

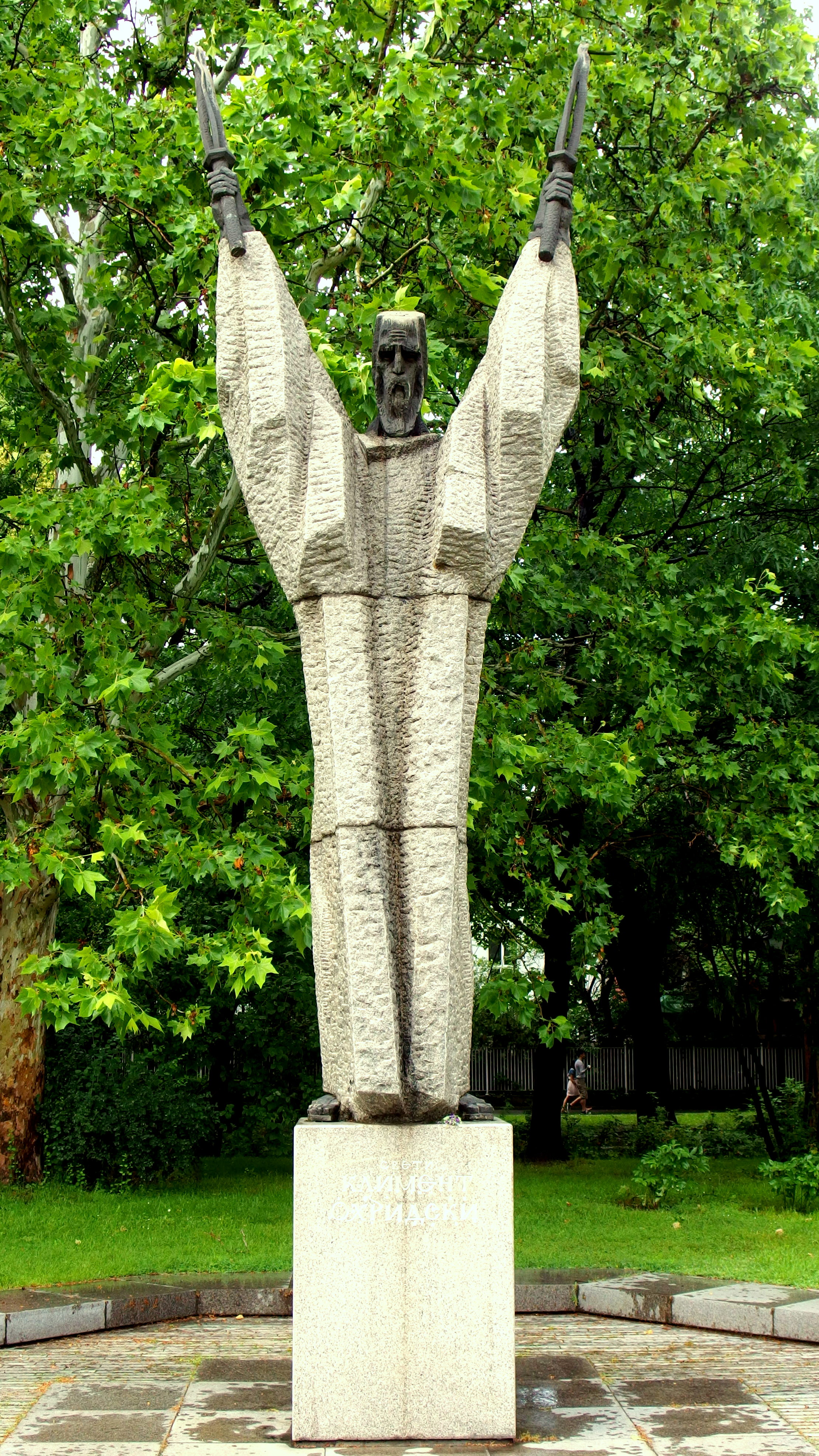
Памятник в Софии

Согласно гипотезе Виктора Истрина, старославянская кириллица была создана на основе греческого алфавита учеником святых братьев Солунских Климентом Охридским. В его кратком житии, сохранившемся только по-гречески, читается: «Придумал [Климент] и другие начертания для букв, дабы они были более ясными, нежели те, что изобрёл премудрый Кирилл». Однако не все исследователи разделяют эту точку зрения.
В Болгарии и в Македонии в честь святого названы многие школы, улицы и государственные учреждения. Самая большая церковь в Скопье носит имя святого Климента. В честь Климента Охридского назван Софийский государственный университет, а также прилегающая к нему станция метро. Кроме того, именем святого названа болгарская антарктическая станция «Святой Климент Охридский».
По сведениям средневековых летописей, святой был похоронен в основанном им монастыре в Охриде. Церковь во время турецкого владычества была разрушена, и гроб перемещён в кафедральный собор Святой Богородицы Перивлептос, где до XVII века находилась кафедра Охридской болгарской архиепископии. Затем она была упразднена и присоединена к Ипекской сербской архиепископии. Его нетленные мощи долгое время хранились там, а теперь — в восстановленной церкви Святого Климента на горе Плаошник в Охриде, где он был изначально похоронен. Голова святого хранится в ските Иоанна Предтечи близ греческого города Верия, а частица мощей была передана в храм Святых седмочисленников (в Софии).
Климент Охридский изображён на болгарской почтовой марке 1990 года.

## Творчество
Литературное наследие Климента насчитывает значительное количество сочинений: похвальные слова Богоматери (на все Богородичные праздники) и Предтече, жития святых, перевод «цветной Триоди».

Центральной частью творческого наследия святого являются гимнографические произведения — Климент считается олицетворением всей древнейшей славянской (и в первую очередь болгарской) гимнографии. По свидетельству жития, Климент 
укрепил Церковь псалмоподобными песнопениями, часть из которых сочинена в честь множества святых, а часть в честь всенепорочной Богоматери; писал он также молитвы, благодарения...
В настоящее время точно атрибутированными Клименту (по имеющемуся в них акростиху) считаются цикл из 6 трипеснцев на предпразднество Рождества Христова, каноны Евфимию Великому, на положение ризы и пояса Богоматери, канон «отцам» в составе Минеи Общей, 25 канонов в составе Октоиха, службы Тивериопольским мученикам и Аполлинарию Равеннскому, минейные каноны на Успение Богородицы и на перенесение мощей первомученика Стефана и папе Стефану I, а также покаянный канон, встречающийся в составе Октоиха и Требника.
Отдельного упоминания заслуживает составленная святым Климентом служба первоучителю Мефодию с каноном 6-го гласа, составляющим пару с известным каноном первоучителю Константина Преславского.